# Ktyrimisca stackelbergi
Ktyrimisca stackelbergi là một loài ruồi trong họ Asilidae. Ktyrimisca stackelbergi được Lehr miêu tả năm 1967. Loài này phân bố ở vùng Cổ Bắc giới.